# Drepanoistodus iommii
A Drepanoistodus iommii egy konodonta faj. 2021-ben fedezte fel Mats E. Eriksson az oroszországi ordovícium korú mészkőben. A fosszília kora 469 millió év.
Jan Audunt Rasmussen szerint a fosszília jó megtartású, és alkalmas arra, hogy korszakjelző lehessen.
A fosszíliát felfedezője a Black Sabbath együttes alapító gitárosáról, Tony Iommiról nevezte el. Ezzel együtt Eriksson már a negyedik heavy metal hírességről emlékezett meg.